# Play By Numbers
Play By Numbers е продуциран и записан от Boards of Canada и както всички техни ранни албуми, е реализиран частно в съвсем малък тираж. Предполага се, че съществуват около 100 броя касети и дискове общо.
Малък откъс от Wouldn't You Like To Be Free? е единствената публично достъпна музика от този албум, за която е потвърдено, че е автентична. Интересен е фактът, че този откъс представя Boards of Canada като група, използваща доста активно китари. До излизането на третия им албум The Campfire Headphase, това е доста необичайно и противоречащо на създадената за тях представа като чисто електронна група.

## Песни
1. Remmy Kid (0:58)
2. Wouldn't You Like To Be Free? (5:40)
3. Infinite Lines Of Colourful Sevens (9:18)
4. Numerator (4:37)
5. Echelon (5:48)